# The Virus (album)
The Virus è il quinto album del rapper statunitense Brotha Lynch Hung. Interamente prodotto dall'artista, viene pubblicato nel 2001.

## Tracce
1. Out Break
2. I'm Like
3. Sicc & High
4. Lay Low
5. West Nile Virus
6. Gotta Die Soon
7. Never Road With Me
8. In My Cup
9. Die on the Cross
10. Westside Dirty South
11. Mark
12. One of Us
13. Modern Crimes
14. RU Ready
15. Explicit Encounter
16. Chico